# Mehwish Hayat
Mehwish Hayat es una actriz, modelo y cantante pakistaní, reconocida por sus actuaciones en las películas Na Maloom Afraad, Jawani Phir Nahi Ani, Actor In Law y Punjab Nahi Jaungi. A partir del año 2010 ha integrado el elenco de varias producciones televisivas en su país.

## Filmografía seleccionada

### Televisión
- Man Jali (2010)[1]
- Meray Qatil Meray Dildar (2011) como Maham[1]
- Mirat Ul Uroos (2012) como Aima[1]
- Kabhi Kabhi (2013) como Ishaal[1]
- Ishq Wala Love (2013)[3]
- Kami Reh Gaee (2013)[1]
- Unsuni (2016)[1]
- Dil Lagi (2016) como Anmol[4]
- Ms. Marvel (2022) como Aisha

### Cine
- 2009 -	Insha'Allah
- 2014 -	Na Maloom Afraad
- 2015 -	Jawani Phir Nahi Ani
- 2016 -	Actor in Law
- 2016 - Team
- 2017 -	Punjab Nahi Jaungi